# Sibirski kivi
Sibirski kivi (mini kivi; lat. Actinidia arguta), kod nas najčešće zvana mini kivi je biljka penjačica udomaćena u Japanu, Koreji, Sjevernoj Kini i ruskom dalekom istoku. Plodovi su jestivi, a biljka je otporna na temperature do -30 °C.

## Opis
Najčešći su nazivi za ovu vrstu bavarski kivi, odnosno mini kivi i otporni kivi. Plodovi su po izgledu jednaki onima običnog kivija, no pokožica plodova nije dlakava i plodovi su znatno manji, te ih se može jesti bez uklanjanja iste.
- Normalni kivi i mini kivi
- Listovi
- Cvjetovi

## Botanička povijest i taksonomija
Actinidia arguta  je prvi puta opisana od strane Philippa Franza von Siebolda i Joseph Gerhard Zuccarinija 1843. godine. 
Varijeteti
- Actinidia arguta var. arguta
- Actinidia arguta var. giraldii
- Actinidia arguta var. hypoleuca

Kultivari
Najpopularniji kultivari odnosno sorte su 'Ananasnaya', 'Geneva', 'MSU', 'Weiki', 'Jumbo Verde', i 'Rogow'. U prodaji se nailazi i na samooplodni japanski kultivar 'Issai' (A. arguta × rufa).

## Uzgoj
Ova brzo rastuća biljka penjačica vrlo je otporna na niske temperature, navodno do -34 °C, no mladi su izdanci osjetljivi na kasne mrazeve. Rezidba je poželjna, ali ne i obavezna.Tlo treba biti blago kiselo - pH 5,5 - 7. Uzgoj kao i kod vinove loze.

### Oprašivanje i berba
Kako bi imali plodove potrebno je imati i muške i ženske biljke, i to u omjeru od 1:5 do 1:8 Biljka obično kod nas cvate u svibnju, treću godinu nakon sadnje.Plodovi se beru sredinom listopada ili ranije, zavisno o lokalnoj klimi, odnosno sorti, obavezno prije prvih mrazeva.

## Sastav plodova
proteini= 1.2 g
masti= 0.6 g
ugljikohidrati= 18 g
vlakna= 3 g
šećer= 7.6 g
kalij_mg=288
natrij_mg= 6
vitC_mg= 93

## Vanjske poveznice
- Actinidia arguta pfaf.org

|  | Zajednički poslužitelj ima još gradiva o temi Actinidia arguta |
|  | Wikivrste imaju podatke o taksonu Actinidia arguta             |